# Silniční most

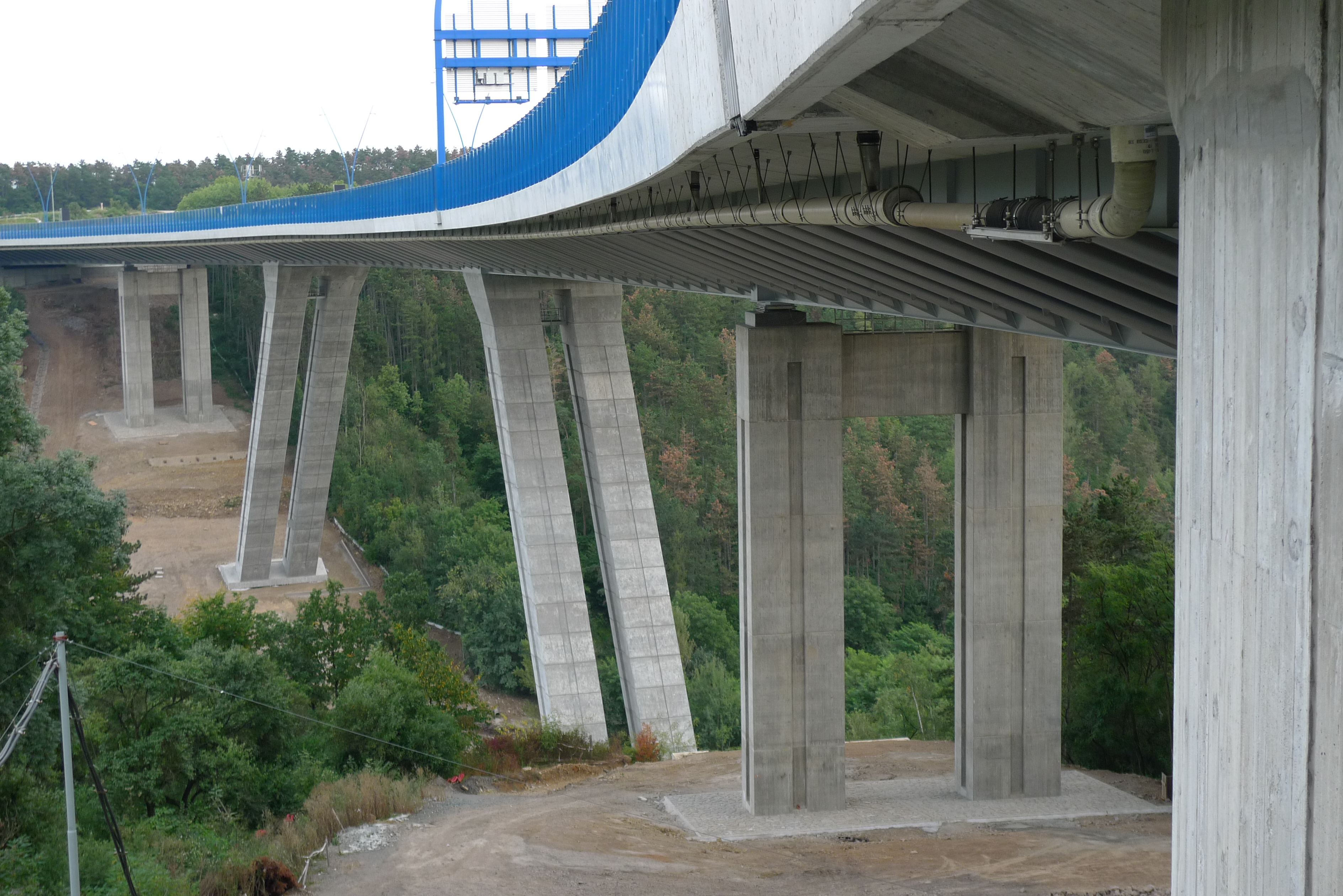
Lochkovský most v Praze

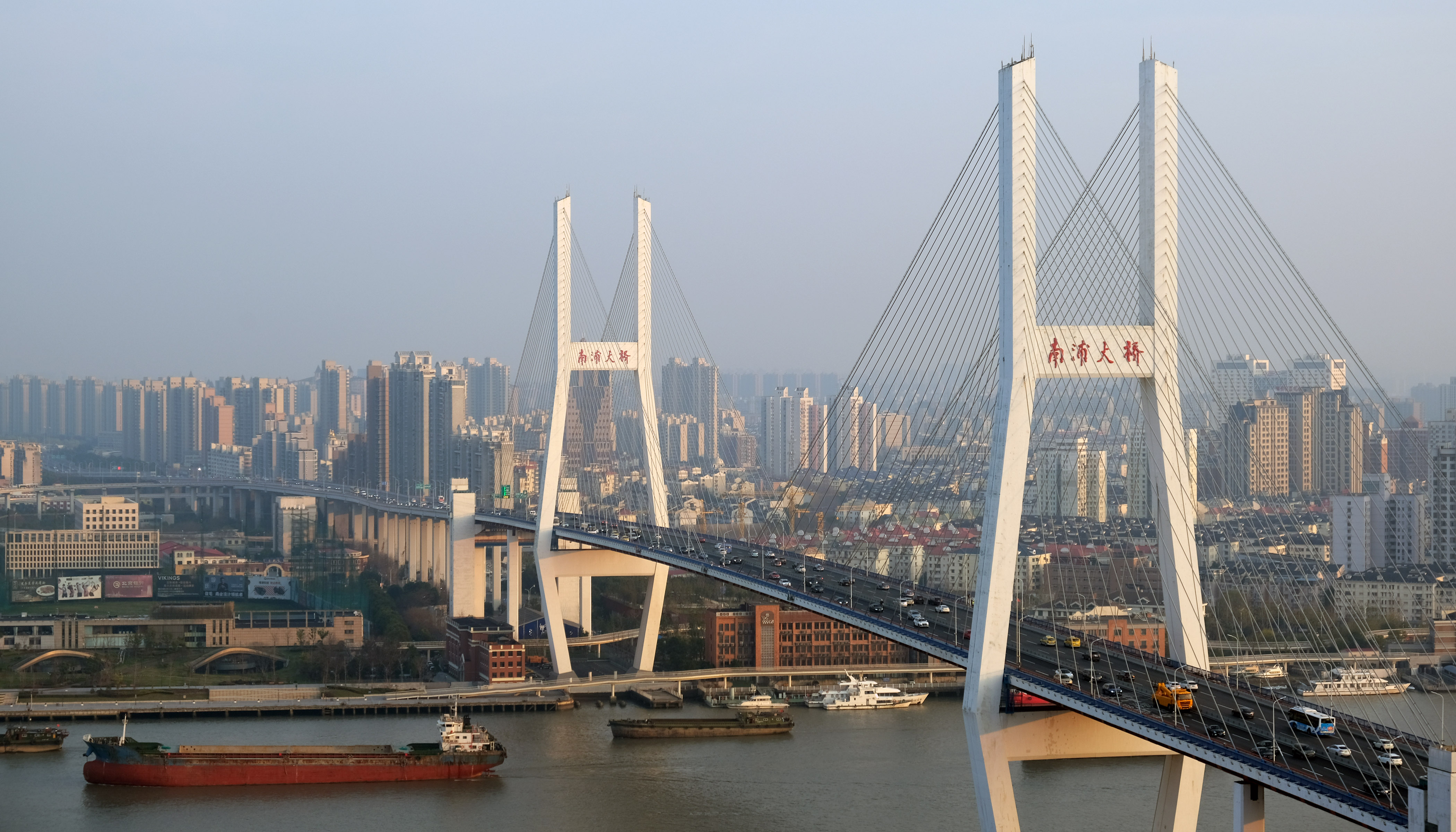
Most Nanpu v Šanghaji

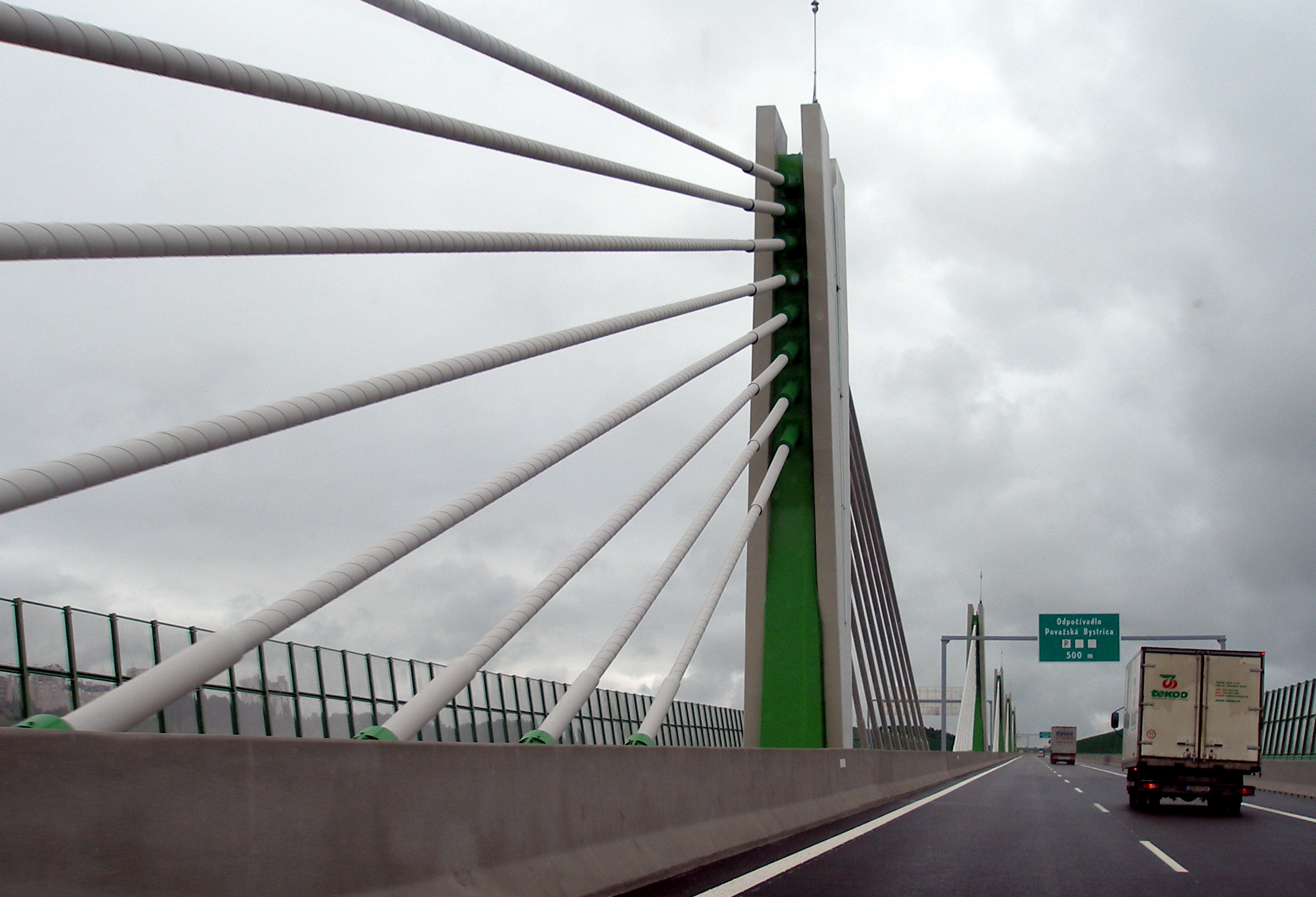
Estakáda Považská Bystrica

Silniční most, odborně most pozemních komunikací, je most, který umožňuje převedení pozemní komunikace (silnice, dálnice, cesty) přes překážku (tou může být jiná komunikace, terénní překážka či vodní tok).
Mosty mohou být různých konstrukčních typů (deskové, trámové, obloukové, extradosed, zavěšené, visuté) a mohou být zhotoveny z různých materiálů (betonové – zejména z předpjatého betonu, ocelové či ocelobetonové; starší mosty mohou být kamenné či dřevěné). Šířkové uspořádání mostu závisí na druhu převáděné komunikace, její návrhové rychlosti a umístění mostu (intravilán či extravilán). Skládá se z průjezdního a průchozího prostoru – na mostě se nacházejí jízdní pásy, krajnice, chodníky (veřejné či nouzové), dále se na nich mohou nacházet svodidla, zábradlí, protihlukové stěny a další doplňková zařízení (osvětlení, trolejové vedení, dopravní značení). Mostovka může být u méně dopravně zatížených mostů přímo pojížděná, u většiny mostů je kryta vozovkovým souvrstvím.
Silniční most, na kterém je současně provozována i kolejová doprava, se nazývá most sdružený – příkladem mohou být mosty s automobilovou a tramvajovou dopravou (Trojský most v Praze) či silniční mosty s provozovanou železniční tratí (most ve Štětí, most Duha v Bechyni).
Navrhování mostů se v Česku a v celé Evropě provádí podle příslušných norem Eurokódů (EN 1991-2, EN 1992-2, EN 1993-2, EN 1994-2, EN 1995-2, EN 1998-2), norma EN 1991-2 stanoví i požadované sestavy dopravního zatížení – jde např. o často používaný dopravní model LM1.